# ویتبی
latitudeویتبیlongitudeویتبی
ویتبی (به انگلیسی: Whitby) یک شهر ساحلی، بندر و شهری متمدن در بورگ و یورک‌شایر انگلستان است.

## خصوصیات
ویتبای ۱۳٬۲۱۳ نفر جمعیت دارد.